# Hanna Nilsson (cyklist)
Hanna Nilsson, född 16 februari 1992 i Kristianstad, är en svensk tävlingscyklist som tävlar i landsvägscykling.

## Karriär
Nilsson har tävlat för flera olika proffsstall. Inför säsongen 2022 gick hon till tyska Ceratizit–WNT Pro Cycling. Efter två år i Tyskland återvände hon till Belgien och skrev på för Chevalmeire.

## Meriter
2010
3:a i linjelopp vid svenska juniormästerskapen
2015
Svenska mästerskapen
3:a i tempolopp
3:a i linjelopp
2017
2:a totalt i Tour Cycliste Féminin International de l'Ardèche
 Vinnare av bergstävlingen
2:a i Giro del Trentino Alto Adige-Südtirol
Svenska mästerskapen
3:a i tempolopp
3:a i linjelopp
6:a i Giro dell'Emilia Internazionale Donne Elite
7:a totalt i Gracia–Orlová
8:a i La Classique Morbihan
9:a i Ljubljana–Domžale–Ljubljana TT
10:a i La Course by Le Tour de France
2018
6:a i Giro dell'Emilia Internazionale Donne Elite
8:a i Durango-Durango Emakumeen Saria
8:a i Grand Prix de Plumelec-Morbihan Dames
10:a totalt i Tour Cycliste Féminin International de l'Ardèche
2019
Svenska mästerskapen
2:a i linjelopp
3:a i tempolopp
7:a totalt i Women's Tour of Scotland
8:a totalt i Gracia–Orlová
9:a i Donostia San Sebastian Klasikoa
10:a totalt Ladies Tour of Norway
2021
3:a i tempolopp vid svenska mästerskapen
2022
Tour of Uppsala
Vinnare av 2:a etappen
5:a totalt
5:a i Grand Prix du Morbihan Féminin